# Universidad de La Serena
Universidad de La Serena – uniwersytet w Chile, w mieście La Serena 460 km na północ od Santiago. Uczelnia posiada sześć kampusów: Andrés Bello, Igancio Domeyko, Isabel Bongard, Enrique Molina Garmendia (w mieście La Serena), Coquimbo (w mieście Coquimbo) i Limarí (w mieście Ovalle).

Universidad de La Serena powstał w 1981 r. w wyniku połączenia dwóch regionalnych kampusów należących do Universidad de Chile i Universidad Técnica del Estado.

W skład uczelni wchodzi pięć wydziałów:
- Wydział Nauk
- Wydział Nauk Społecznych i Ekonomicznych
- Wydział Humanistyczny
- Wydział Inżynierii

Jeden z założonych w 2002 ośrodków naukowych uniwersytetu nosi imię polskiego uczonego Ignacego Domeyki (Centro de Formación Técnica Ignacio Domeyko), który w 1838 r. został zatrudniony przez rząd chilijski na stanowisku profesora chemii i mineralogii w lokalnej szkole górniczej w Coquimbo. 
Uniwersytet La Serena, z którym współpracę rozpoczął polski Koncern KGHM, uznawany jest za najlepszą uczelnię górniczą w tym kraju.